# Ronde van Vlaanderenroute

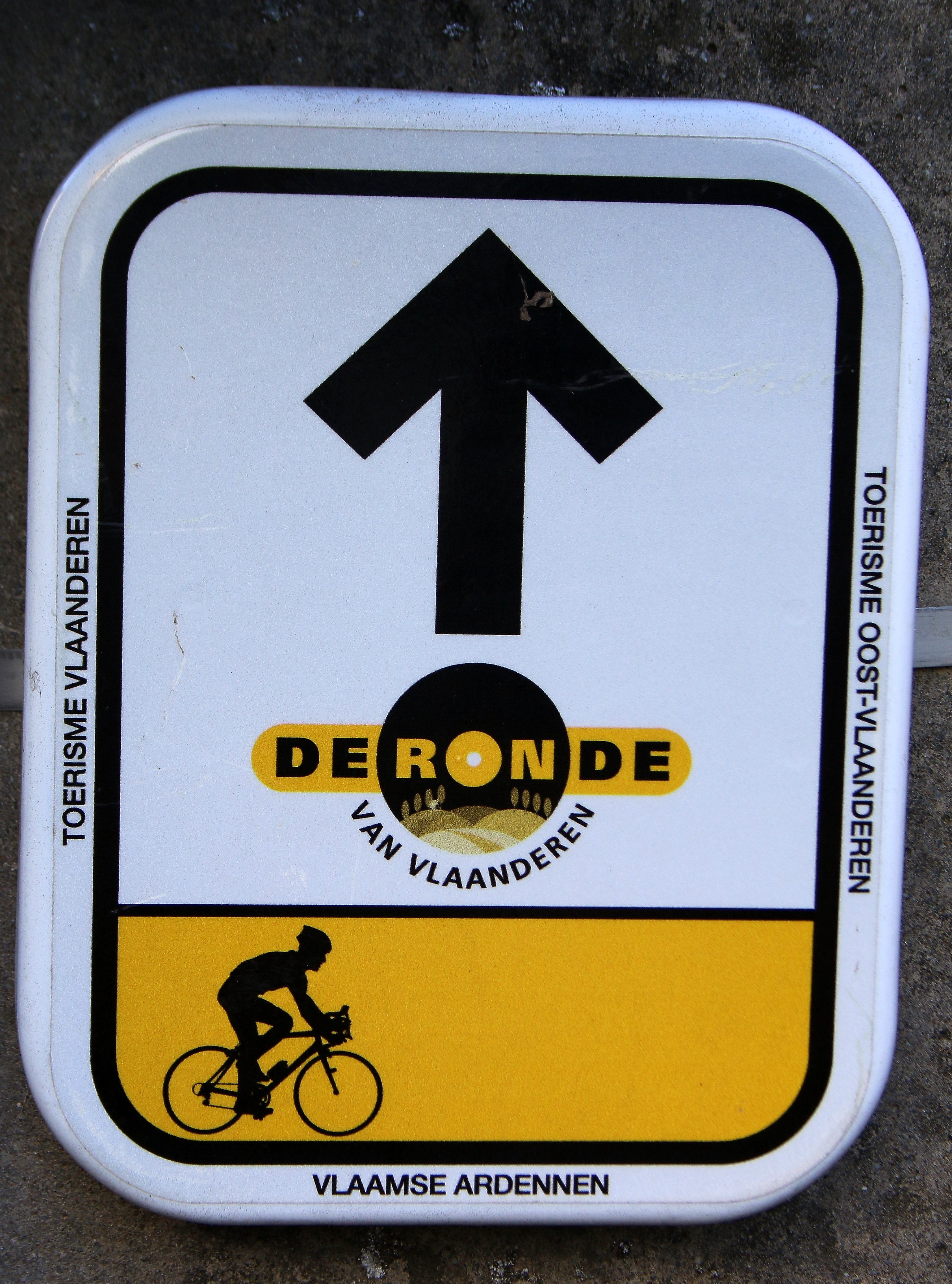

De Ronde van Vlaanderenroute is een lusvormige fietsroute in de Vlaamse Ardennen in de Belgische provincie Oost-Vlaanderen. De toeristische fietsroute rijgt de verschillende hellingen aan elkaar die door de renners worden beklommen tijdens de Ronde van Vlaanderen. De Ronde van Vlaanderenroute is bewegwijzerd door Toerisme Oost-Vlaanderen en bestaat uit drie bewegwijzerde lussen: de blauwe, de rode en de gele lus. Alle kasseistroken en hellingen op het parcours worden aangeduid met een bord waarop lengte en hellingspercentage staan te lezen.
De drie lussen starten aan het Centrum Ronde van Vlaanderen in Oudenaarde. De Ronde van Vlaanderenroute loopt door de volgende gemeenten: Oudenaarde, Ronse, Kluisbergen, Maarkedal, Brakel, Horebeke, Kruishoutem, Zingem, Wortegem-Petegem, Zwalm, Zottegem, Lierde en Geraardsbergen.
Vóór 2013 bestonden de 3 lussen uit zeskantige bordjes die ongeveer dezelfde routes volgden als de huidige lussen. In 2013 zijn de routes enigszins gewijzigd parallel gaan lopen aan het fietsroutenetwerk en vervangen door de huidige rechthoekige borden.

## Blauwe lus
De blauwe lus is 78 kilometer en gaat door plaatsen als Berchem, Melden, Etikhove, Louise Marie, Ronse, Russeignies, Amougies, Orroir en Ruien. Na Louise-Marie gaat de route door het Muziekbos. Tussen Ruien en Oudenaarde volgt de route de Schelde terug naar het Centrum Ronde van Vlaanderen.
De blauwe lus gaat langs de hellingen:
- Oude Kwaremont
- Paterberg
- Koppenberg
- Steenbeekdries
- Stationsberg (afdaling)
- Taaienberg
- Muziekberg
- Kanarieberg (afdaling)
- Oude Kruisens
- Hoogberg-Hotond
- Knokteberg (afdaling)
- Kluisberg (zijde Orroir)

In de blauwe lus zit de kasseistrook Mariaborrestraat (met klim van de Steenbeekdries en afdaling van de Stationsberg).

## Rode lus
De rode lus heeft een lengte van 114 kilometer en gaat door plaatsen als Etikhove, Schorisse, Brakel, Elst, Michelbeke, Everbeek, Zarlardinge, Goeferdinge, Overboelare, Geraardsbergen, Atembeke, Grimminge, Onkerzele, Deftinge, Sint-Martens-Lierde, Rozebeke en Zegelsem. Tussen Overboelare en Geraardsbergen volgt de route de Dender, net als tussen Onkerzele en Geraardsbergen na beklimming van de Bosberg. 
De rode lus gaat langs de hellingen:
- Achterberg
- Ladeuze (afdaling)
- Onderbossenaarstraat
- Het Foreest
- Ganzenberg (afdaling)
- Steenberg
- Valkenberg
- Berendries
- Elverenberg-Vossenhol
- Toepkapel
- Fayte
- Muur-Kapelmuur
- Bosberg
- Eikenmolen
- Rekelberg
- Pottenberg
- Leberg (afdaling)
- Frunte (afdaling)
- Kapelleberg
- Eikenberg
- Edelareberg (afdaling)

In de rode lus zit de kasseistrook Haaghoek.

## Gele lus
De gele lus heeft een lengte van 103 kilometer lang en gaat door plaatsen als Petegem-aan-de-Schelde, Wortegem, Nokere, Zingem, Zottegem, Rozebeke, Sint-Blasius-Boekel, Volkegem en Ename. Het eerste deel van de route loopt ten westen van de Schelde, het tweede deel aan de oostzijde.
De gele lus gaat langs de hellingen:
- Petegemberg
- Nokereberg
- Den Ast
- Lange Ast (afdaling)
- Grotenberge (afdaling)
- De Vlamme (afdaling)
- Berg Hostellerie (afdaling)
- Slijpstraat-Kortendries
- Molenberg
- Volkegemberg (afdaling)
- Wolvenberg
- Kattenberg (afdaling)

In de gele lus zitten de kasseistroken Huisepontweg, Doorn, Paddestraat, Lippenhovestraat, Jagerij, Kerkgate en Ruitersstraat.

## Gouden Flandrien
Tot en met 2017 organiseerde het Centrum Ronde van Vlaanderen vrijwel elk voorjaar een toertocht over de 3 lussen. De lussen werden dan in willekeurige volgorde gereden en ingekort. Zo ontstond er een toertocht met een lengte van ongeveer 250 km met 25 km kasseistroken en 25 hellingen. Deze tocht heette de Gouden Flandrien.
Er waren die dag ook een Zilveren Flandrien (2 van de 3 lussen) en Bronzen Flandrien (1 van de 3 lussen).

## Afbeeldingen

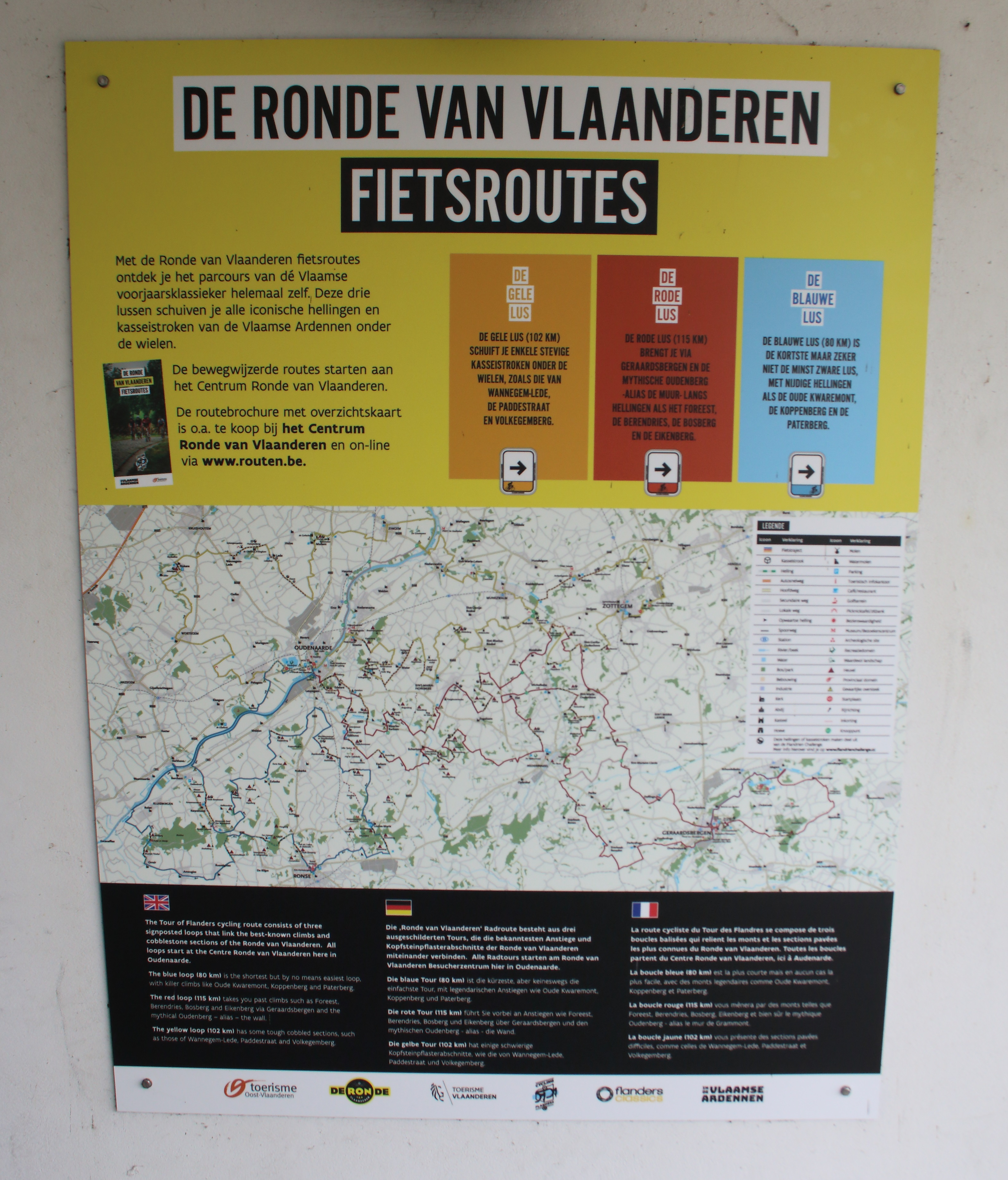
Overzicht lussen aan het Centrum Ronde van Vlaanderen
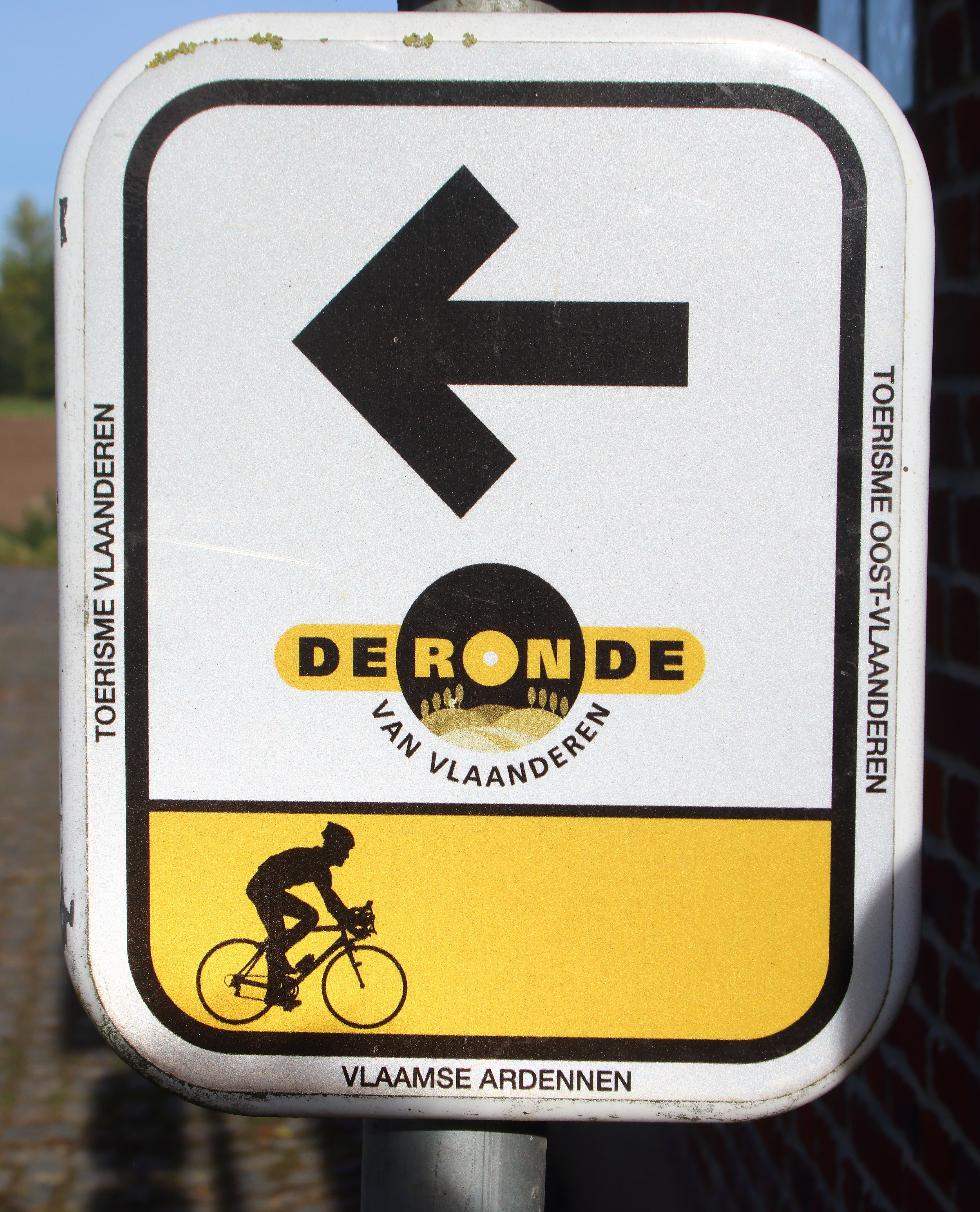
wegwijzer gele lus in Roborst
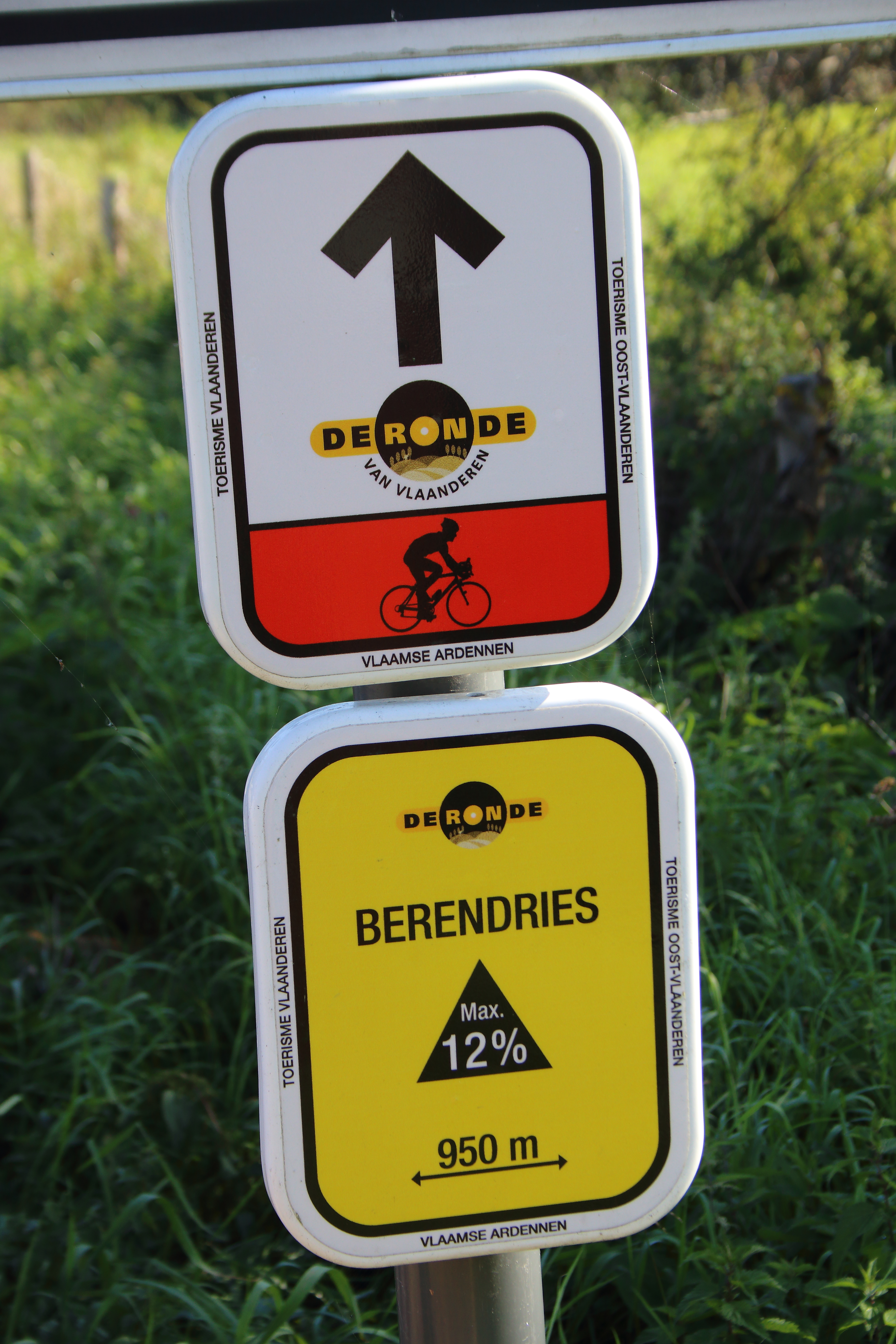
wegwijzer rode lus in Michelbeke en infobord Berendries
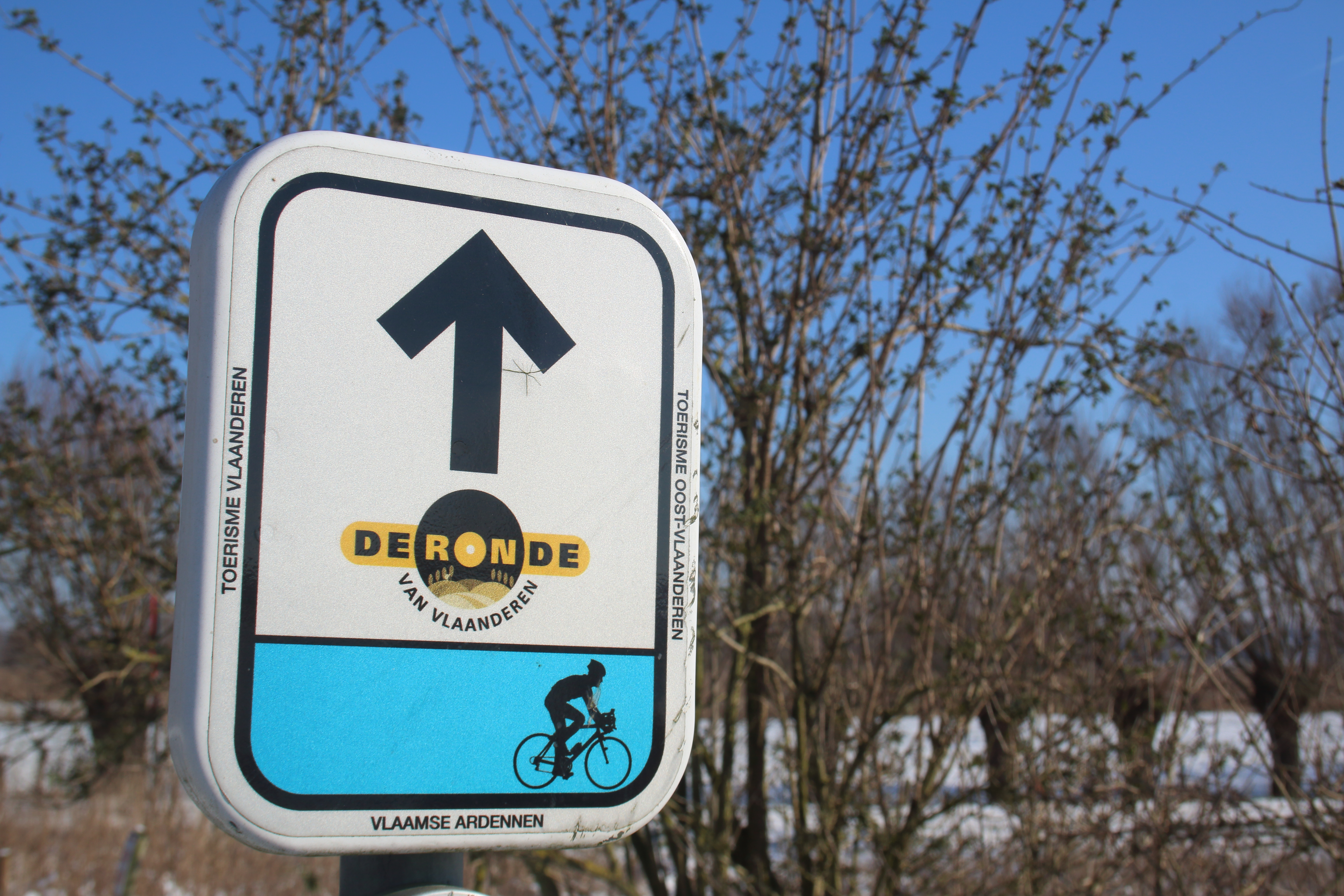
wegwijzer blauwe lus in Wortegem-Petegem
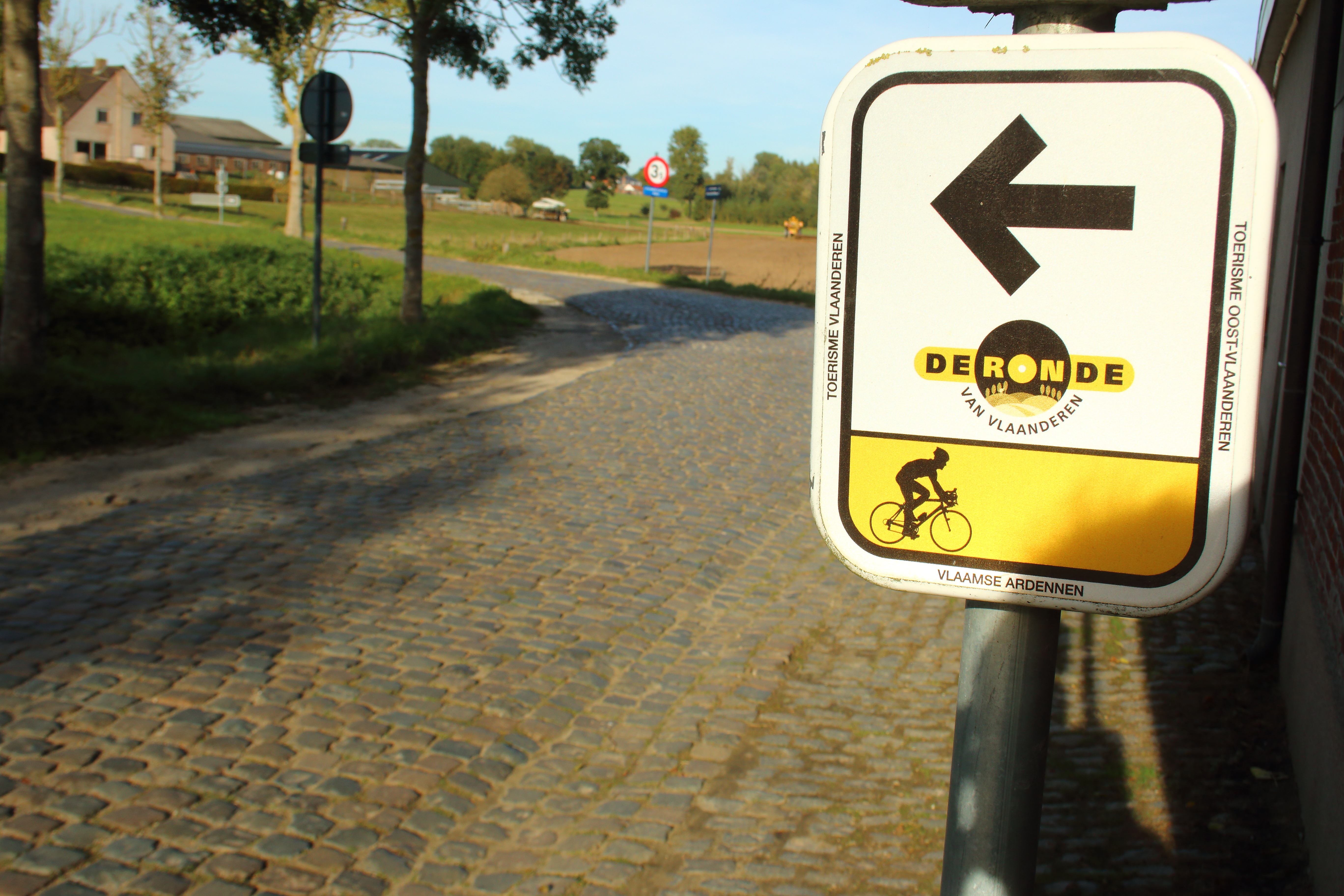
Ronde van Vlaanderenroute op de Paddestraat
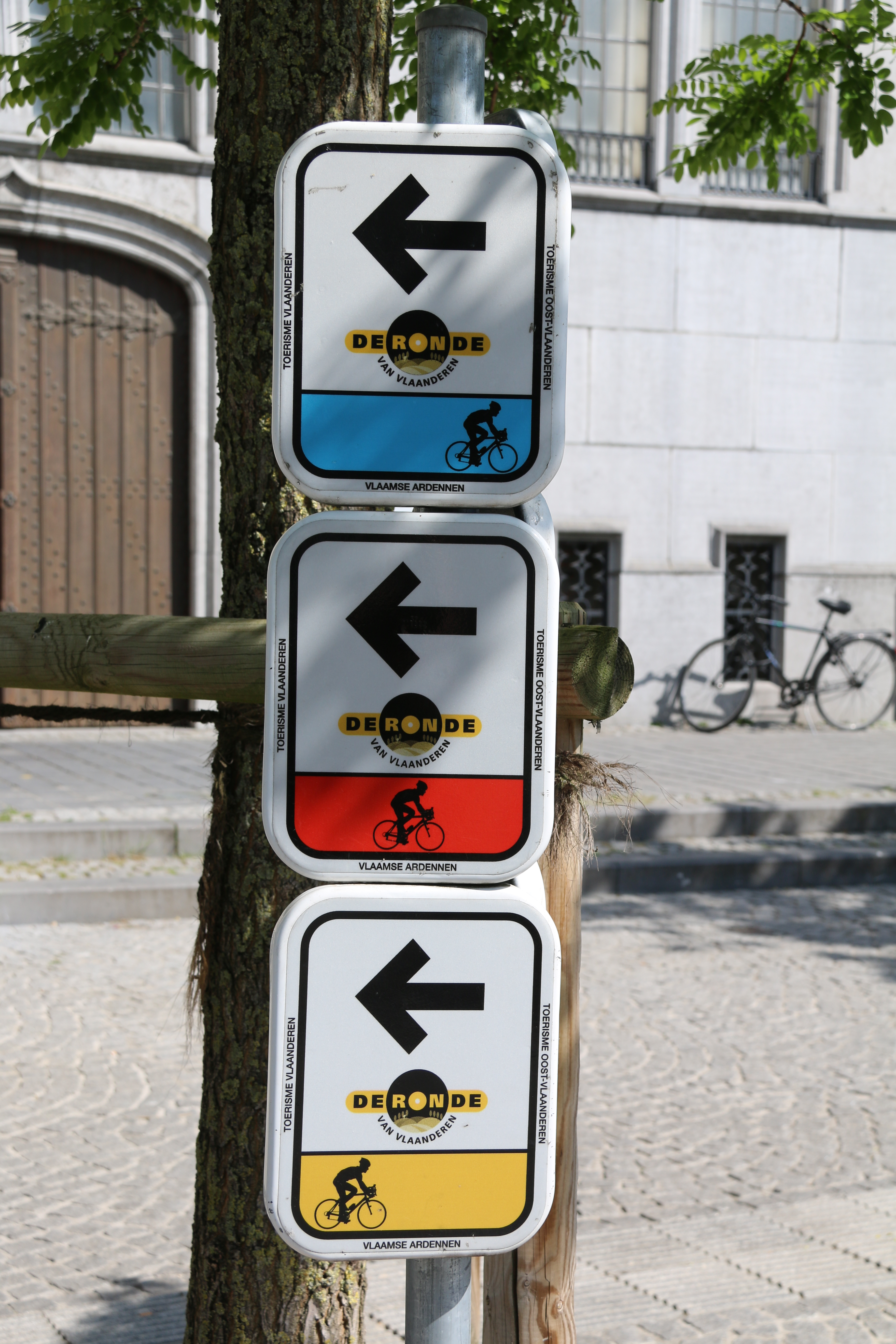
De drie lussen (rood, geel, blauw)
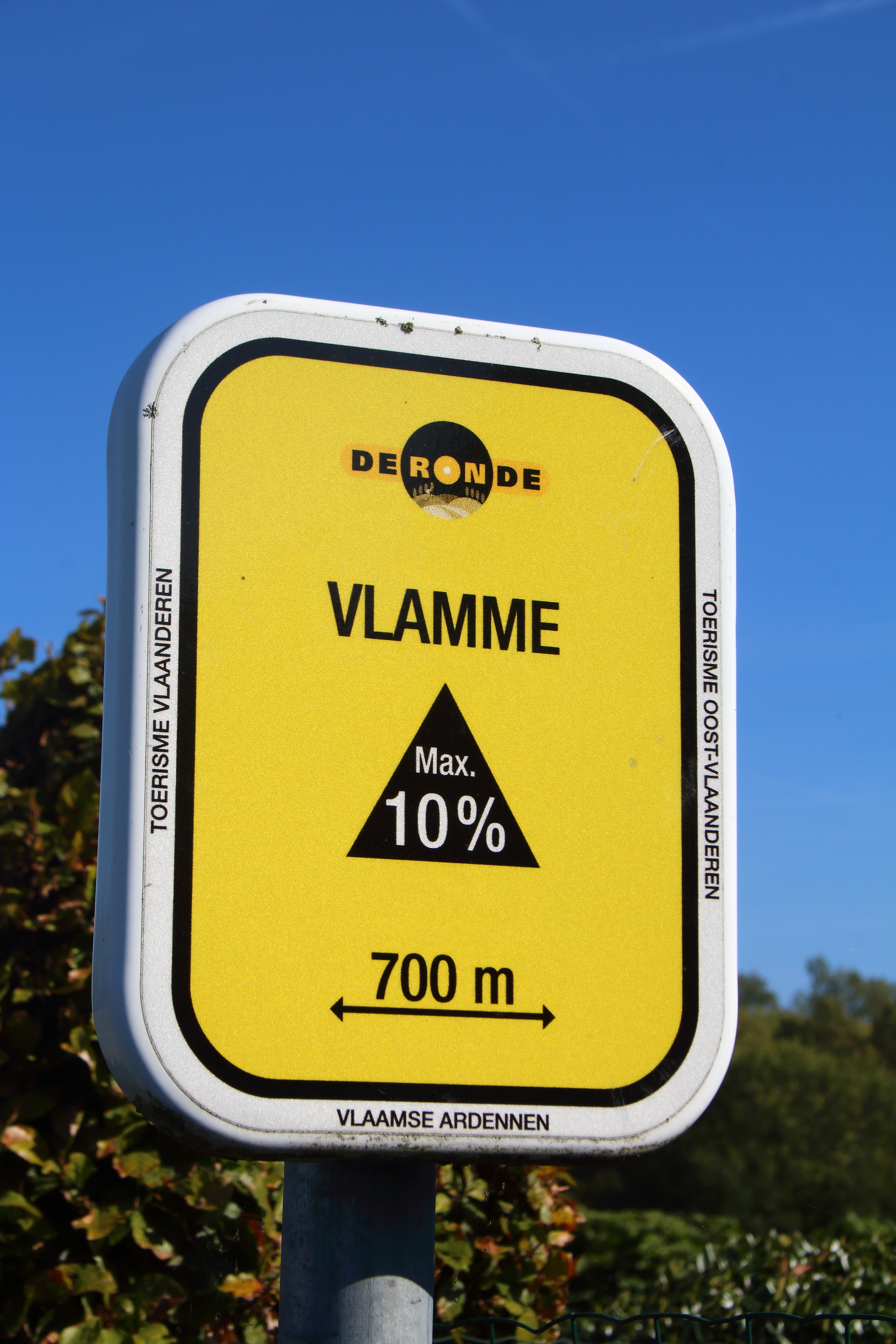
infobord De Vlamme

## Bron
- Centrum Ronde van Vlaanderen
- Blauwe lus
- Gele lus
- Rode lus

Ronde van Vlaanderenroute · Gent-Wevelgemroute · Brabantse Pijlroute · Amstel Gold Raceroute